# Harris Mann
Harris William Mann, född 27 april 1938, död 14 augusti 2023 var en brittisk bildesigner.
Efter examen började Mann arbeta för Duple Coachbuilders som byggde busskarosser. Därefter flyttade han till USA för en tid och arbetade vid Raymond Loewys studio. Tillbaka i Storbritannien arbetade han för Rootes lastbilsavdelning och brittiska Ford. 1967 följde Mann sin chef Roy Haynes över till British Motor Holdings och 1970 efterträdde han Haynes som chefsdesigner för British Leyland.
Sedan Mann lämnat British Leyland 1983 arbetade han på konsultbasis för bland andra BMW och MG Rover.